# Shikabala
Mahmoud Abdelrazak Fadlallah en árabe شيكابالا (Asuán, Egipto, 5 de marzo de 1986) Conocido como Shikabala, es un futbolista egipcio, juega como delantero y su actual equipo es el Apollon Smyrnis de la Superliga de Grecia.

## Selección nacional
Con la selección de Egipto ha disputado un total de 32 partidos y ha anotado dos goles.

## Clubes
| Club                       | País                   | Año               |
| -------------------------- | ---------------------- | ----------------- |
| Zamalek SC                 | Egipto                 | 2002 - 2005       |
| PAOK Salónica              | Grecia                 | 2005 - 2006       |
| Zamalek SC                 | Egipto                 | 2006 - 2013       |
| Al Wasl (Préstamo)         | Emiratos Árabes Unidos | 2012 - 2013       |
| Sporting de Lisboa         | Portugal               | 2013 - 2015       |
| Zamalek SC                 | Egipto                 | 2015 - Actualidad |
| Ismaily SC (Préstamo)      | Egipto                 | 2015 - 2016       |
| Al-Raed (Préstamo)         | Arabia Saudita         | 2017 - 2018       |
| Apollon Smyrnis (Préstamo) | Grecia                 | 2018 - Actualidad |

## Palmarés

### Como jugador

#### Torneos nacionales
|                  | Club               | País     | Título  |
| ---------------- | ------------------ | -------- | ------- |
| Liga Premier     | Zamalek SC         | Egipto   | 2001-02 |
| Liga Premier     | Zamalek SC         | Egipto   | 2003-04 |
| Copa de Portugal | Sporting de Lisboa | Portugal | 2014-15 |

#### Torneos internacionales
| Título                      | Club       | Año  |
| --------------------------- | ---------- | ---- |
| Liga de Campeones de la CAF | Zamalek SC | 2002 |
| Supercopa de la CAF         | Zamalek SC | 2003 |
| Liga de Campeones Árabe     | Zamalek SC | 2003 |
| Supercopa Árabe             | Zamalek SC | 2003 |

### Títulos con la Selección
| Título                         | Club   | Resultado |
| ------------------------------ | ------ | --------- |
| Copa Mundial Militar 2007      | Egipto | Campeón   |
| Copa Africana de Naciones 2010 | Egipto | Campeón   |